# Giovanni Amato
Giovanni Amato (Nocera Inferiore, 30 novembre 1967) è un trombettista e compositore italiano di musica jazz.

## Biografia
Compositore di notevole spessore, ottimo arrangiatore, Giovanni Amato è un musicista dotato di uno swing eccezionale unito ad uno scorrevolissimo fraseggio boppistico. Il tocco morbido e potente, la musicalità versatile e spontanea, sono le sue peculiarità.
Giovanni Amato nasce a Nocera Inferiore in provincia di Salerno, dove inizia a suonare la tromba all'età di otto anni sotto la guida di suo padre, anch'egli musicista. E proprio ascoltando la sua collezione di dischi che presto si appassiona al jazz, e su questi incomincia ad improvvisare.
Intorno ai sedici anni entra a far parte di una jazz band importante quella del noto musicista napoletano Antonio Golino "Elbas Jazz Group", che si esibisce nei più noti club di Napoli.
Si diploma nel 1989, con il massimo dei voti, presso il conservatorio Giuseppe Martucci di Salerno ed inizia a farsi strada nei circuiti del Jazz italiano ed internazionale.
Dal 1990 partecipa con diverse band orchestrali alle trasmissioni televisive di alcune reti nazionali. Partecipa anche alla realizzazione di alcune colonne sonore tra cui nel 1997 quella del film A spasso nel tempo: l'avventura continua diretto da Carlo Vanzina.
Ha collaborato con diversi artisti, alcuni anche di fama mondiale quali:  Tom Harrell, Lee Konitz, Danilo Pérez, Steve Grossman, Gary Peacock, Billy Hart, George Garzone, Jerry Bergonzi, Bill Russo e Chicago Jazz Ensemble, Diane Schuur, Kirk Lightsey, Vincent Herring, Avishai Cohen, Kevin Mahogany, Richard Galliano, Bob Mover, Gene Jackson, Giovanni Tommaso, Roberto Gatto, Flavio Boltro, Maurizio Gianmarco, Dado Moroni, Rita Marcotulli, Danilo Rea, Nicola Conte, Max Ionata, Antonio Faraò. Ha lavorato (a volte anche in incisioni) con artisti italiani quali Gino Paoli, Gianni Morandi, Laura Pausini, Teresa De Sio, Marina Rei, Fred Bongusto, Gegè Telesforo, Stefano Palatresi, Irene Fargo, Nino Buonocore, Toni Esposito ed Alex Baroni.
Ha fatto parte della band che ha accompagnato Mario Biondi nel suo tour di "I love you more".
Nel 2008 viene invitato ad esibisirsi e a presentare il proprio album Organic all'Italian Jazz Festival presso il prestigioso "Ronnie Scott's Jazz Club di Londra".
Nel 2009 ha vinto l'Italian Jazz Awards come "Best Jazz Act" .
Ha partecipato a otto edizioni dell'Umbria Jazz Festival ed attualmente è impegnato con l'orchestra che accompagna Mario Biondi, per il suo Spazio Tempo tour.

## Discografia
- 2008 - Organic[5]